# Філіха
Філі́ха (рос. Филиха) — присілок у складі Даровського району Кіровської області, Росія. Входить до складу Даровського міського поселення.
Населення становить 1 особа (2010, 3 у 2002).
Національний склад станом на 2002 рік — росіяни 100 %.